# Frederic de Forest Allen
Frederic de Forest Allen, född 25 maj 1844 i Oberlin, Ohio, död 4 augusti 1897 i Cambridge, Massachusetts, var en amerikansk klassisk filolog.
Allen avlade examen 1863 vid Oberlin College. Han undervisade i grekiska och latin vid University of Tennessee från 1866 till 1868. Han var inskriven vid Leipzigs universitet från 1868 till 1870, där hans handledare var Georg Curtius. Han avlade filosofie doktorsexamen där. Han var professor vid University of Cincinnati och Yale College och erhöll en lärostol i klassisk filologi vid Harvard University.